# Vibràfon
Un vibràfon és un instrument de percussió de la família dels metal·lòfons. De so definit, identificat com a idiòfon segons la història de la classificació dels instruments musicals de Hornbostel-Sachs. Consisteix en barres metàl·liques afinades i normalment es toca utilitzant baquetes per colpejar les barres.
El vibràfon s'assembla a la marimba d'acer, que va substituir. Una de les principals diferències entre el vibràfon i altres instruments de percussió de teclat és que cada barra penja sobre un tub ressonador que conté un disc de metall pla. Aquests discs estan units per un eix comú i giren quan el motor està encès. Això fa que l'instrument produeixi el seu efecte tremolo o vibrato homònim. El vibràfon també té un pedal de sosteniment semblant a un piano. Quan el pedal està aixecat, les barres produeixen un so silenciat; quan el pedal està baixat, les barres es mantenen durant uns quants segons o fins que es tornen a silenciar amb el pedal.
| Mostra de so del vibràfon                   |
|                                             |
| Una escala de F major tocada en un vibràfon |
|                                             |

El vibràfon s'utilitza habitualment a la música de jazz, en la qual sovint té un paper destacat, i va ser un element definitori del so de l' exòtic " Bar tiki " de mitjans del segle xx, tal com va popularitzar Arthur Lyman. És el segon instrument de percussió de teclat solista més popular de la música clàssica, després de la marimba, i forma part de l'ensenyament estàndard de percussió de nivell universitari. És un instrument estàndard a la secció de percussió moderna per a orquestres, bandes de concerts i en les arts de marxa (normalment com a part del conjunt frontal).

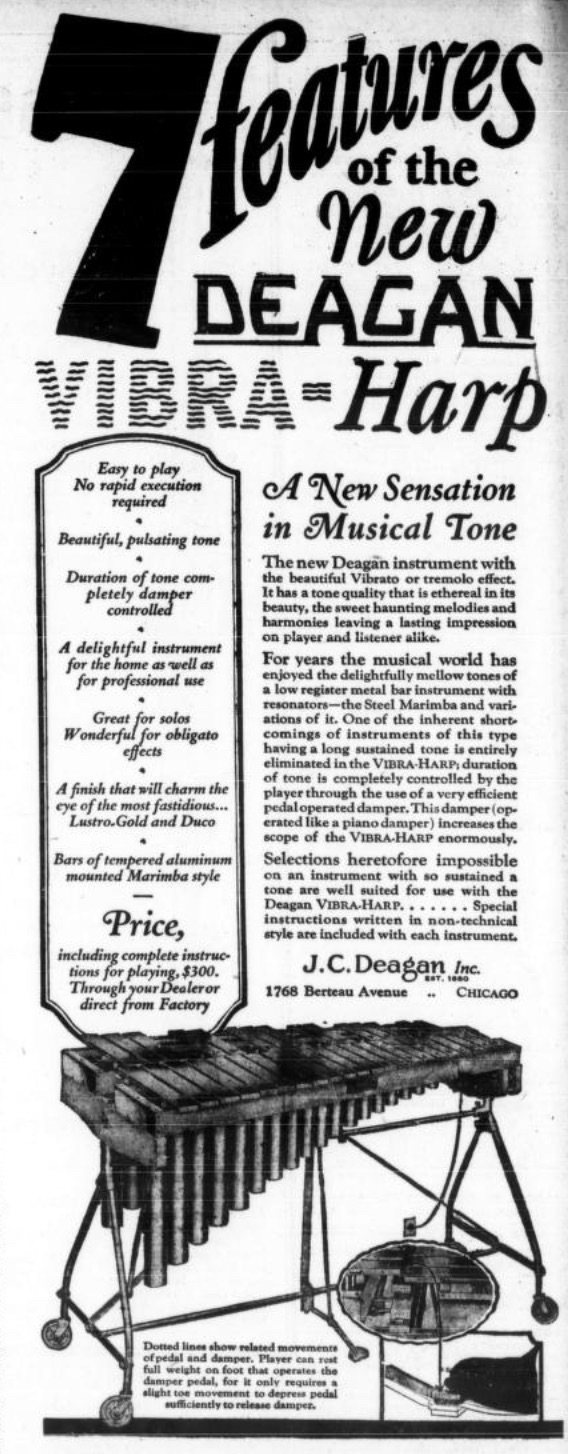
Un anunci de 1928 per al vibraharp Deagan.

Tanmateix, aquest instrument diferia significativament de l'instrument que ara s'anomena "vibràfon". El vibràfon Leedy no tenia un mecanisme de pedals i tenia barres fetes d'acer en lloc d'alumini. La creixent popularitat de l'instrument de Leedy va fer que el competidor JC Deagan, Inc., l'inventor de la marimba d'acer original en què es basava el disseny de Leedy, demanés al seu afinador principal, Henry Schluter, que desenvolupés un instrument similar el 1927. En lloc de només copiar el disseny de Leedy, Schluter va introduir diverses millores significatives. Va fer les barres d'alumini en comptes d'acer per a un to més suau, va ajustar les dimensions i l'afinació de les barres per eliminar els harmònics dissonants presents en el disseny Leedy i va introduir una barra amortidor controlada amb el peu. El disseny de Schluter es va fer més popular que el de Leedy i s'ha convertit en la plantilla per a tots els instruments que ara s'anomenen "vibràfon".
Tant els termes "vibraphone" com "vibraharp" van ser marca registrada per Leedy i Deagan, respectivament. Altres fabricants es van veure obligats a utilitzar el nom genèric "vibes" o idear nous noms comercials com "vibraceleste" per als seus instruments incorporant el disseny més recent.

## Història

###### Invenció
Al voltant de 1916, el fabricant d'instruments Herman Winterhoff de la Leedy Manufacturing Company va començar a experimentar amb efectes de vox humana en una marimba d'acer de tres octaves (F 3 a F 6 ). El seu disseny original va intentar produir aquest efecte pujant i baixant els ressonadors, la qual cosa va provocar un vibrato notable. El 1921, Winterhoff va perfeccionar el disseny connectant un motor que feia girar petits discs sota les barres per aconseguir el mateix efecte. Després que el director de vendes, George H. Way, va denominar aquest instrument "vibràfon", va ser comercialitzat per Leedy a partir de 1924. El vibràfon Leedy va aconseguir un grau de popularitat decent després d'haver-se utilitzat en les novetats enregistraments de " Aloha ʻOe " i "Gypsy Love Song" l'any 1924 per l'intèrpret de vodevil Louis Frank Chiha.

### Ús

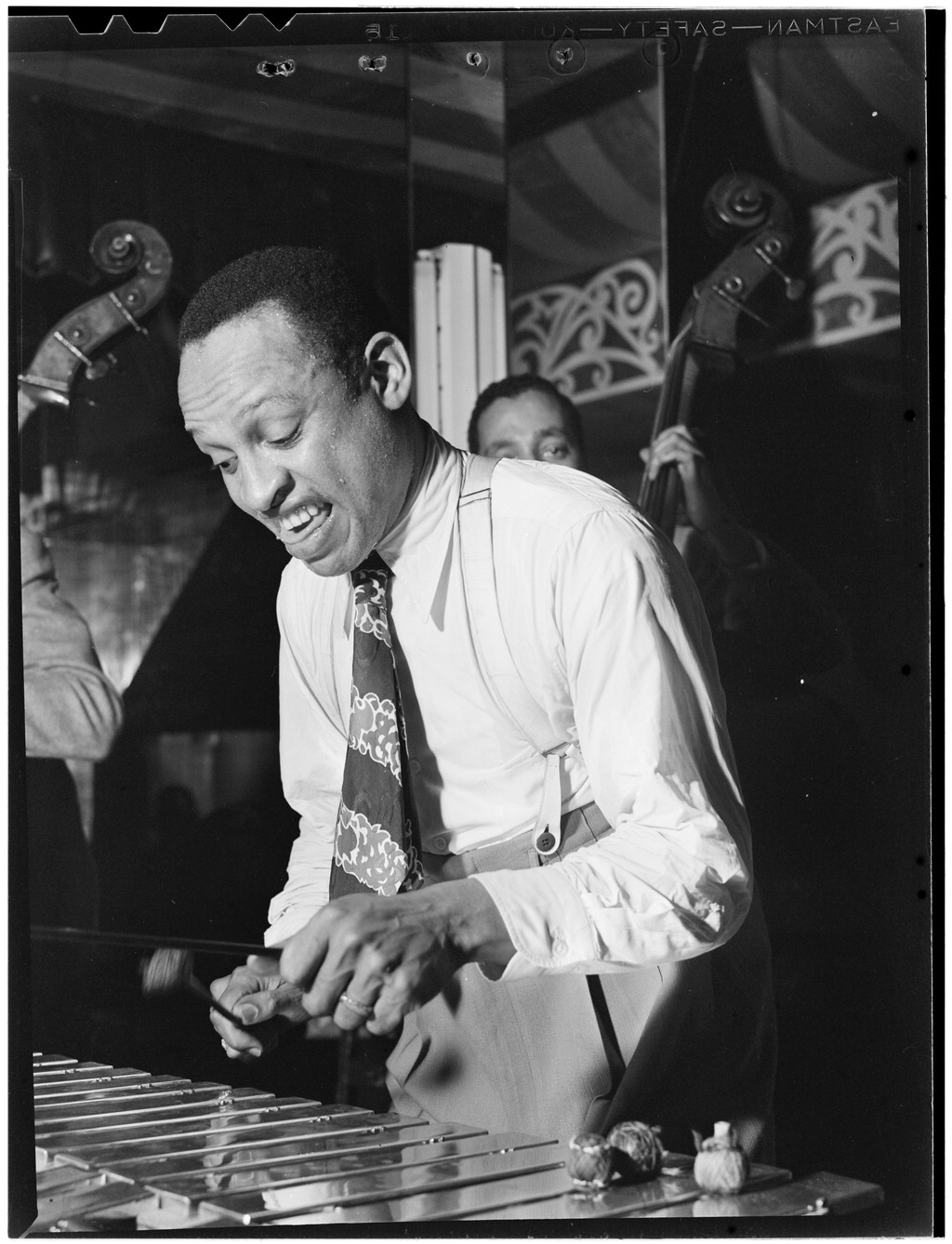
Lionel Hampton tocant el vibràfon el 1946.

Si bé el propòsit inicial del vibràfon era com un instrument de novetat per a les orquestres de vodevil, aquest ús es va veure ràpidament desbordat als anys trenta pel seu desenvolupament en la música de jazz. L'ús del vibràfon al jazz va ser popularitzat per Lionel Hampton, un bateria de jazz de Califòrnia. En una sessió d'enregistrament amb el líder de la banda Louis Armstrong, a Hampton se li va demanar que toqués un vibràfon que havia quedat a l'estudi. Això va donar lloc a l'enregistrament de la cançó " Memories of You " el 1930, que contenia el que sovint es considera la primera instància d'un solo de vibràfon improvisat.
En la seva història primerenca, el vibràfon es va utilitzar sovint a la música clàssica per donar a les composicions una influència jazzística. El primer compositor conegut que va utilitzar el vibràfon va ser Havergal Brian a la seva òpera de 1917, The Tigers, que va demanar dos d'ells. No obstant això, com que la peça es va perdre i no es va estrenar fins al 1983, la Grand Canyon Suite de Ferde Grofé, acabada el 1931, de vegades es considera la primera peça que va utilitzar un vibràfon. Altres compositors clàssics primerencs que van utilitzar el vibràfon van ser Alban Berg, que el va utilitzar de manera destacada a la seva òpera Lulu el 1935, i William Grant Still, que el va utilitzar a la seva Simfonia afroamericana aquell mateix any. Tot i que el vibràfon no s'ha utilitzat tan àmpliament en l'àmbit de la música clàssica com ho ha fet amb el jazz, sovint es pot escoltar a la música de teatre o de cinema, com a West Side Story de Leonard Bernstein .

## Característiques

###### Interval

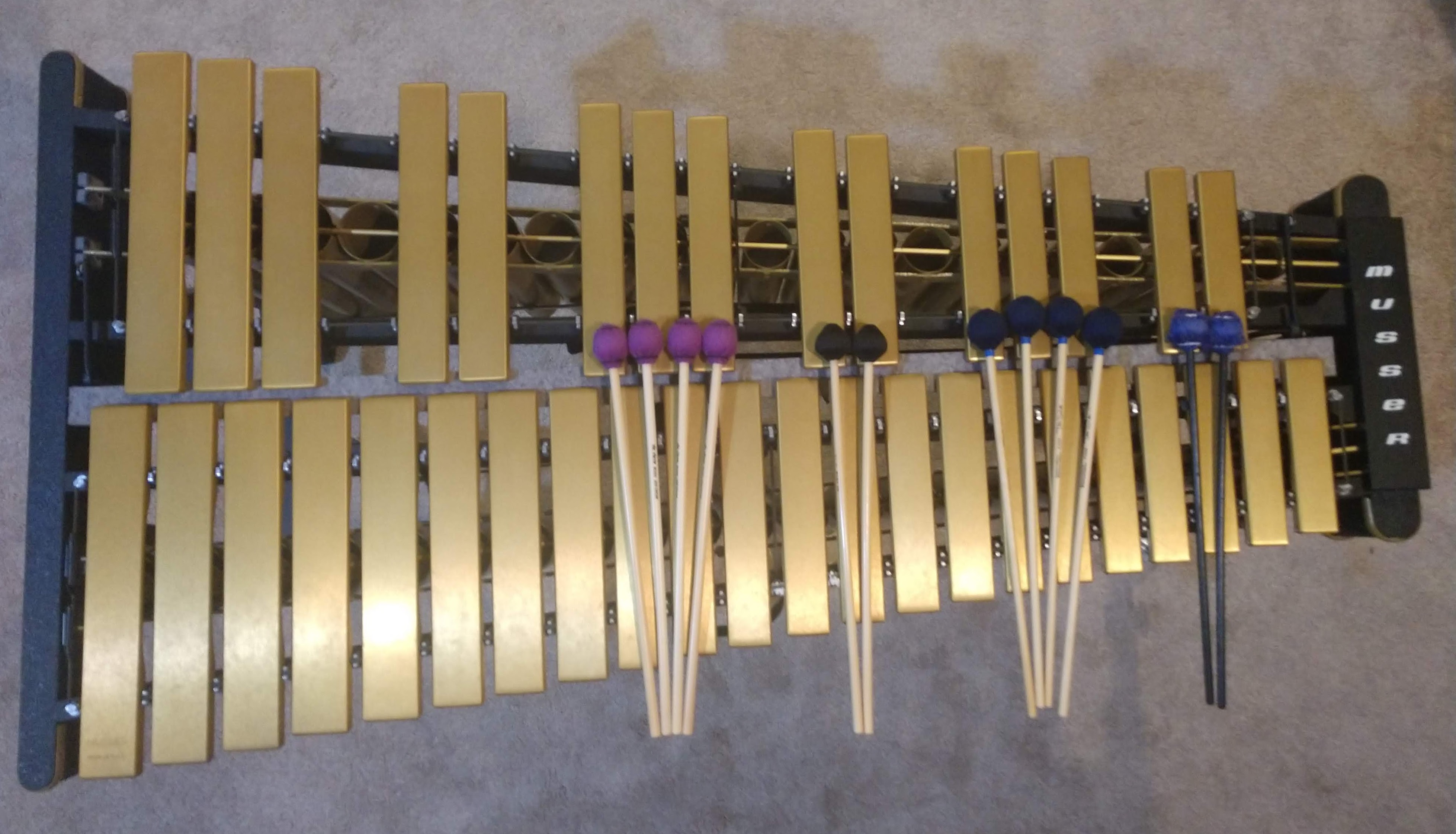
Vista aèria d'un vibràfon de 3 octaves amb diferents baquetes de duresa variable.

L'instrument modern estàndard té un rang de 3 octaves, començant des del Fa per sota del Do central (F 3 a F 6 en notació científica). Més gran3 1⁄2Els models  o 4 octaves del Do per sota del Do mitjà també són cada cop més habituals (C 3 a F 6 o C 7). A diferència del seu cosí, el glockenspiel, el vibràfon és generalment un instrument que no es transposa, escrit en to de concert.

###### Les baquetes
Les baquetes de vibràfons solen consistir en un nucli de bola de goma embolicat amb fil o cordó i unit a un tac estret, més comunament fet de vímet o bedoll i, de vegades, de fibra de vidre o niló. Les baquetes adequades per al vibràfon també són, en general, adequades per a la marimba.
Les baquetes poden tenir un gran efecte sobre el timbre, que van des d'un soroll metàl·lic brillant fins a un anell suau sense un atac inicial evident. En conseqüència, hi ha disponible una àmplia gamma de baquetes, que ofereixen variacions en duresa, mida del cap, pes, longitud de l'eix i flexibilitat.
Els músics clàssics han de portar una àmplia gamma de tipus de maça per adaptar-se a les demandes canviants dels compositors que busquen sons particulars. Els intèrprets de jazz, en canvi, solen fer ús de baquetes polivalents per permetre la improvisació.

## Construcció
És un instrument format per làmines d'un aliatge de metalls, les quals poden compondre tres o quatre octaves i mitja. Per un costat, aquestes làmines es troben dipositades en una estructura, normalment de fusta, que manté les làmines a l'aire perquè el seu estat de vibració no sigui interromput. A més a més, també duu un pedal incorporat que fa moure una barra de feltre; d'aquesta manera, la làmina pot vibrar un temps determinat o fins que el temps d'oscil·lació desaparegui per si sol. Així doncs, a diferència del xilòfon o la marimba (instruments també formats per làmines), l'intèrpret pot controlar la duració de les notes mitjançant el pedal; abaixant-lo perquè duri o deixant-lo anar perquè s'aturi la vibració.
Per ser un instrument de làmines posseeix uns tubs metàl·lics a sota mateix de les làmines per amplificar el seu so de manera natural. Té la mateixa disposició tonal que el piano i els altres instruments de làmines (és a dir: té les notes «blanques» o naturals sota les notes «negres» o alterades).
Com a particularitat, l'instrument sol disposar d'un motor que pot fer girar a més o menys velocitat uns discos que es troben damunt els tubs. Això produeix un efecte de trèmolo característic del vibràfon.
Les baquetes utilitzades per projectar els sons del vibràfon són, normalment, de fil de llana, però es poden usar altres materials. El vibràfon, igual que la marimba, s'acostuma a tocar amb quatre baquetes; això no obstant, pel vibràfon s'empra una tècnica diferent, la qual va crear Gary Burton.

###### Barres

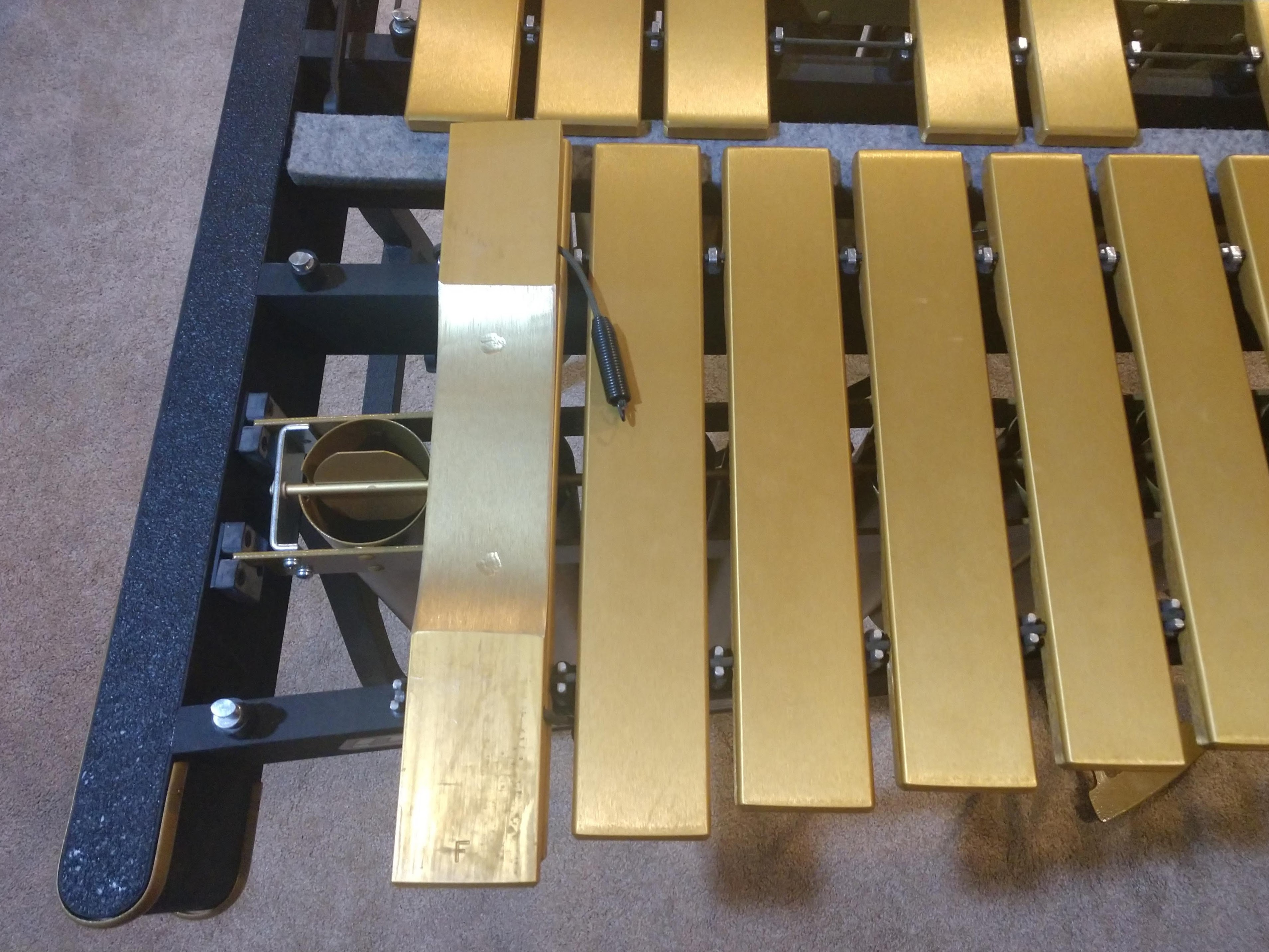
La part inferior de la barra de F 3 baixa està exposada, mostrant les marques d'afinació, un disc i les agulles i el cordó utilitzats per subjectar la barra.

Les barres de vibràfon estan fetes de barres d'alumini, tallades en espais en blanc de longitud predeterminada. Els forats es foren a través de l'amplada de les barres, de manera que es poden suspendre per un cordó (normalment paracord). Per maximitzar el sosteniment de les barres, els forats es col·loquen aproximadament en els punts nodals de la barra (és a dir, els punts d'amplitud mínima al voltant dels quals vibra la barra). Per a una barra uniforme, els punts nodals es troben al 22,4% de cada extrem de la barra.
El material s'allunya de la part inferior de les barres en forma d'arc per reduir el to. Això permet que les barres de to més baix tinguin una longitud manejable. També és la clau del so suau del vibràfon (i de la marimba, que utilitza el mateix arc profund) en comparació amb el xilòfon més brillant, que utilitza un arc menys profund, i el glockenspiel, que no té cap arc. Aquestes barres rectangulars tenen tres modes principals de vibració. L'arc profund fa que aquests modes s'alineïn i creïn una disposició consonant d'intervals: un to fonamental, un to de dues octaves per sobre i un tercer to una octava i un terç major per sobre de la segona. Per a la barra de F 3 que sol formar la nota més baixa d'un vibràfon, hi hauria F 3 com a fonamental, F 5 com a primer harmònic i A 6 com a segon harmònic. Com a efecte secundari, l'arc fa que els punts nodals de la vibració fonamental s'apropin cap als extrems de la barra.
Després de bisellar o arrodonir les vores, es realitzen ajustos d'ajust. Si una barra és plana, la seva estructura general de pas es pot elevar traient material dels extrems de la barra. Un cop creada aquesta barra lleugerament nítida, els tons secundaris i terciaris es poden reduir eliminant material d'ubicacions específiques de la barra. Els vibràfons estan sintonitzats amb un estàndard de A = 442 Hz o A = 440 Hz, segons la preferència del fabricant o del client. Mentre que el to del concert és generalment A = 440 Hz, l'afinació més nítida de A = 442 Hz s'utilitza per donar al vibràfon un so una mica més brillant per tallar el conjunt.
Igual que les marimbas, els vibràfons professionals tenen barres d'amplada graduada. Les barres inferiors estan fetes amb un material més ampli i les notes més altes amb un material més estret, per ajudar a equilibrar el volum i el to a tot el rang de l'instrument. Les barres estan anoditzades després d'un ajustament (normalment en un color plata o daurat) i poden tenir un acabat brillant o mat. Aquestes són característiques cosmètiques amb un efecte insignificant sobre el so.
El llit per a les barres es fa col·locant quatre baranes de fusta a cada extrem del marc. Cada raïl té una sèrie de passadors amb separadors de goma. A mesura que el cordó passa pels forats de la barra, es recolzen sobre els passadors per suspendre les barres. A cada costat exterior, els extrems del cable s'uneixen amb una molla per proporcionar tensió i flexió.

###### Ressonadors
Els ressonadors són tubs de parets primes, normalment fets d'alumini, però es pot utilitzar qualsevol material adequat. Estan oberts per un extrem i tancats per l'altre. Cada barra està emparellada amb un ressonador el diàmetre del qual és lleugerament més ample que l'amplada de la barra i la longitud del qual fins al tancament és una quarta part de la longitud d'ona de la freqüència fonamental de la barra. Quan la barra i el ressonador estan correctament en sintonia entre si, l'aire que vibra sota la barra viatja pel ressonador i es reflecteix des del tancament a la part inferior, després torna a la part superior i és reflectit per la barra, una vegada i una altra, creant una ona estacionària molt més forta i augmentant l'amplitud de la freqüència fonamental. Els ressonadors, a més d'elevar l'extrem superior del rang dinàmic del vibràfon, també afecten el to general del vibràfon, ja que amplifiquen la freqüència fonamental, però no els parcials superiors.
Hi ha un compromís entre l'efecte amplificador dels ressonadors i la durada del sosteniment d'una barra de timbre. L'energia d'una barra que sona prové del cop inicial della baqueta, i aquesta energia es pot utilitzar per fer que la barra soni més fort inicialment, o no tan fort, però durant un període més llarg. Aquest no és un problema amb les marimbas i els xilòfons, on el temps de sosteniment natural de les barres de fusta és curt, però les barres del vibràfon poden sonar durant molts segons després de ser colpejades, i aquest efecte és molt desitjable en moltes circumstàncies. Per tant, els ressonadors d'un vibràfon solen afinar-se lleugerament fora de to per crear un equilibri entre la sonoritat i el sosteniment.
Una característica única dels ressonadors de vibràfons és l'eix dels discos giratoris, comunament anomenats ventiladors, a la part superior. Quan els ventiladors estan oberts, els ressonadors tenen plena funció. Quan els ventiladors estan tancats, els ressonadors estan parcialment oclusos, reduint la ressonància del to fonamental. Una corretja de transmissió connecta els eixos a un motor elèctric sota la superfície de joc i fa girar els ventiladors. Aquesta rotació dels ventiladors crea un efecte de tremolo i un lleuger vibrato.
Sovint, els vibràfons i altres instruments de maça inclouran tubs de ressonància decoratius no funcionals sense la barra corresponent a dalt per fer que l'instrument sembli més complet.
L'any 1970, Deagan va introduir l'ElectraVibe, que prescindia totalment dels tubs ressonadors i prenia un senyal directament de les barres, afegint un tremolo en un preamplificador. Això pretenia millorar la portabilitat de l'instrument i resoldre el problema inherent a tots els instruments de maça afinats: microfonar les barres de manera uniforme.

###### Mecanisme amortidor
Durant els primers anys de producció, el vibràfon Leedy original no incloïa un mecanisme per esmorteir, o aturar, els tons de sosteniment. L'any 1927, la companyia JC Deagan va introduir un mecanisme de pedal que no ha canviat substancialment des de llavors. Una barra rígida sota el centre de l'instrument es pressiona cap amunt per una molla ajustable i enganxa un coixinet de feltre llarg contra els punxants i els naturals. Un pedal abaixa la barra i permet que les notes sonin lliurement; alliberar el pedal s'enganxa a l'amortidor i atura qualsevol nota vibratòria. Un defecte comú d'aquest mecanisme d'amortiment és que la barra es recolza sovint en un punt del mig, cosa que fa que humitegi l'instrument de manera desigual als registres superior i inferior. Per combatre-ho, alguns fabricants han fabricat coixinets amortidors farcits de silicona o líquid la forma fluida dels quals es pot adaptar uniformement al voltant de les barres.

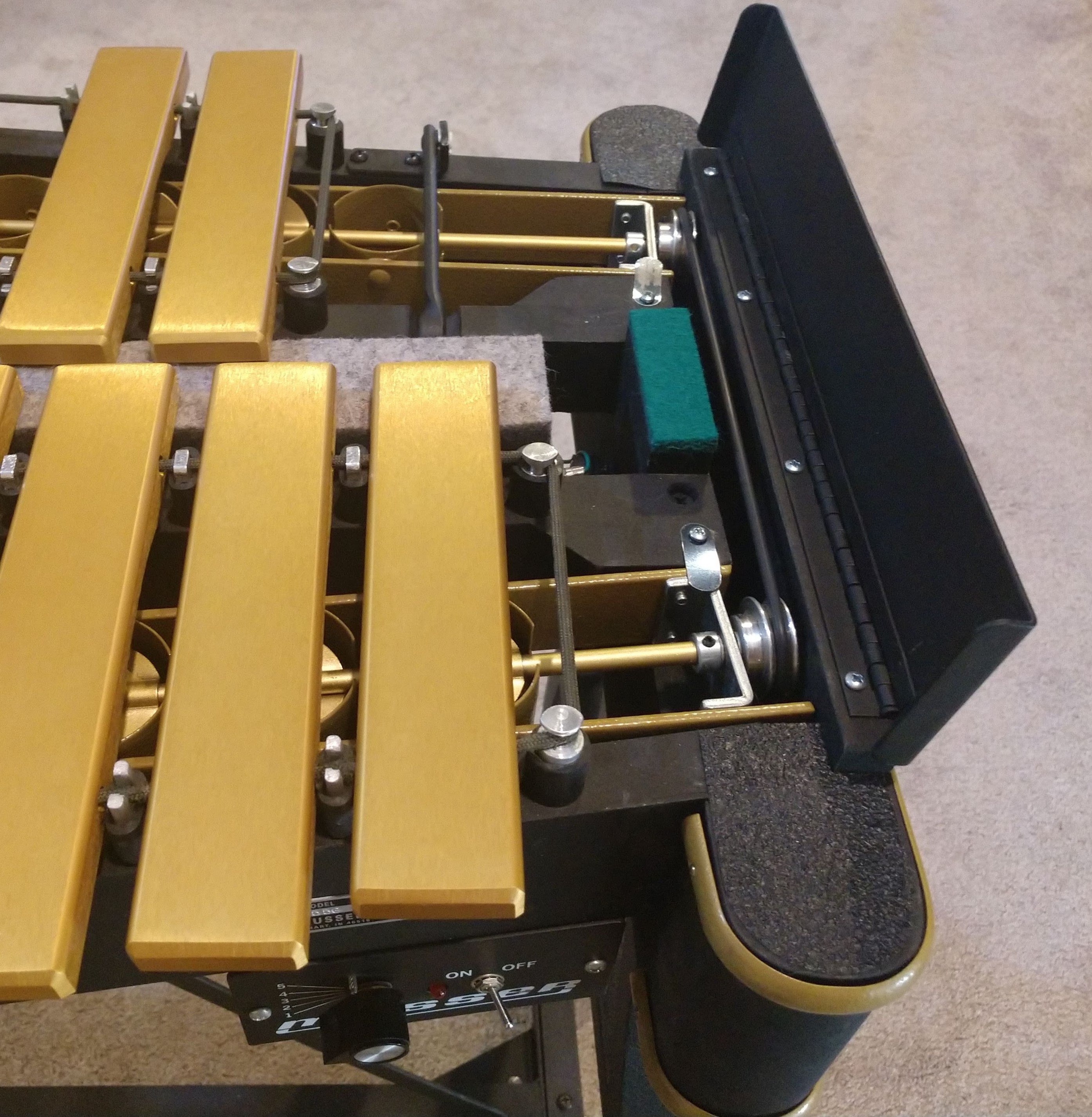
Es mostra el mecanisme exposat del motor i la politja de goma.

###### Motor
Els vibràfons solen tenir un motor elèctric i un conjunt de politges muntats a un costat o a l'altre per impulsar els discos dels ressonadors. Sovint, especialment a la música clàssica, el vibràfon es toca amb el motor apagat. Alguns models per a ús a l'aire lliure com a part d'una banda de música tenen el motor eliminat completament. En aquests casos, tenir el motor apagat és la norma i no s'utilitza tret que es demani específicament.
Els primers vibràfons utilitzaven motors destinats a alimentar plats giradiscos i no tenien capacitats d'ajust de velocitat limitades. Qualsevol ajust de velocitat possible es va fer movent la corretja de transmissió entre un petit nombre de politges (normalment tres) de diàmetres variables. Més tard, els motors de CA de velocitat variable van estar disponibles a preus raonables. Aquests motors permeten l'ajust de la velocitat de rotació mitjançant un potenciòmetre muntat en un panell de control prop del motor. Normalment admeten taxes de rotació en el rang d'1 a 12 Hz.

## Tècnica

###### Estil de dues baquetes
L'enfocament de les vibracions de dues baquetes és tradicionalment lineal, tocant com una trompa en lloc de tocar com una guitarra o un piano. Els músics de dues baquetes solen concentrar-se a tocar una única línia melòdica i confien en altres músics per oferir-los l'acompanyament. De vegades s'utilitzen parades dobles (dues notes tocades simultàniament), però sobretot com a reforç de la línia melòdica principal, similar a l'ús de parades dobles en la música de violí solista. En els grups de jazz, els vibrafonistes de dues baquetes solen ser considerats com a part de la "primera línia" amb els trompistes, aportant solos propis però aportant molt poc com a acompanyament a altres solistes.
Els músics de dues baquetes els utilitzen de diverses maneres diferents, la més comuna és una empunyadura combinada anomenada adherència alemanya, en què les baquetes es toquen amb els palmells cap avall, amb els polzes l'un a l'altre. En aquesta manera, les baquetes es subjecten entre el dit polze i índex de cada mà, amb els tres dits restants de cada mà sostenint els eixos. Aquesta manera utilitza una combinació de moviment del canell i control de la punta dels dits per manipular la baqueta. Un altre manera popular és l'estil francès, una manera també utilitzada habitualment en timbals. Les baquetes es mantenen de nou entre els dits polze i índex i es controlen amb els tres dits restants, però els palmells es mantenen verticalment, amb els polzes apuntats cap amunt. La major part de l'acció del traç prové del control de la punta dels dits dels eixos, amb els canells que contribueixen una mica menys que no pas amb l'adherència alemanya.
Els passatges es reprodueixen normalment amb enganxament alternat, però els cops dobles (tocar dues notes seguides amb la mateixa mà) s'utilitzen quan és convenient per minimitzar l'encreuament de les mans.
El músic ha de prestar molta atenció al pedal de l'amortidor per evitar que sonin múltiples notes al mateix temps sense voler. Com que les notes sonen durant una fracció considerable de segon quan es toquen amb el coixinet de l'amortidor cap amunt, i les barres de timbre no paren de sonar immediatament quan es posen en contacte amb el coixinet, els músics utilitzen una tècnica anomenada "després de pedalar". En aquesta tècnica, el músic prem lleugerament el pedal de l'amortidor després de colpejar la barra, prou poc després perquè la nota tocada recentment continuï sonant, però prou temps després perquè la nota anterior deixi de sonar.
En una altra tècnica d'amortidor, "mitja pedalada", el  músic prem el pedal just per eliminar la pressió de la molla de les barres, però no prou per fer que el coixinet perdi el contacte amb les barres. Això permet que les barres sonin una mica més llargues que amb el coixinet completament cap amunt i pot fer que un passatge mitjà-ràpid soni més legato sense pedalar cada nota.

###### Estil de quatre baquetes

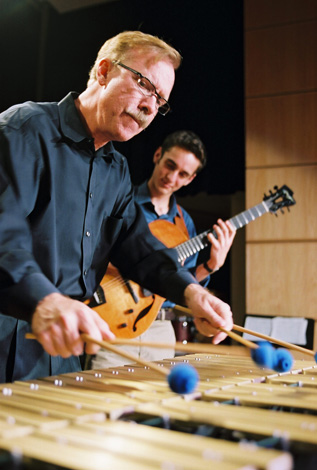
Gary Burton, utilitzant la seva presa homònima, amb el guitarrista Julian Lage.

L'estil de vibràfon de quatre baquetes és multilineal, com un piano. En els grups de jazz, els vibrafonistes de quatre baquetes sovint es consideren part de la secció rítmica, normalment substituint el piano o la guitarra i proporcionant acompanyament a altres solistes a més de sols. A més, l'estil de quatre baquetes ha donat lloc a un important conjunt de vibracions solistes no acompanyades. Un exemple notable és la interpretació de Gary Burton de " Chega de Saudade (No More Blues) " del seu àlbum guanyador del Grammy de 1971, Alone at Last.
L'empunyadura de quatre baquetes més popular per al vibràfon és l'empunyadura Burton, anomenada així per Gary Burton. Una baqueta es subjecta entre el dit polze i índex i l'altre es subjecta entre els dits índex i mig. Els eixos es creuen al mig del palmell i s'estenen més enllà del taló de la mà. Per a intervals amplis, el polze sovint es mou entre les dues baquetes, i la baqueta interior es subjecta a la corba dels dits. A diferència de moltes altres pinces, la baqueta exterior dreta és el principal en lloc de les dues interiors. Encara que alguns dels primers intèrprets de vibracions van fer ús de les quatre baquetes, en particular Red Norvo, Adrian Rollini i, de vegades, Lionel Hampton, l'enfocament totalment pianístic de les quatre baquetes del jazz al vibràfon és gairebé completament la creació de Burton.
Els practicants del mètode Burton tendeixen a fer més ús dels cops dobles en comparació amb els musics de dues baquetes. Això es fa no només per evitar creuar les mans, sinó també per ajudar a minimitzar els moviments entre les dues files de barres. Per exemple, es podria tocar una escala mi bemoll major ascendent mantenint la mà esquerra a les barres superiors i la dreta a les inferiors. Per als passatges lineals amb salts, les quatre baquetes s'utilitzen sovint de manera seqüencial.

#### Amortiment
| Amortiment de la baqueta del vibràfon |
| |
| Una tríada de Do major es manté amb el pedal, mentre es toca una escala de Do major ascendent. Les notes de l'escala estan silenciades per un mall mentre l'acord continua sonant. El vibràfon es reprodueix amb els motors apagats. |
| |

Les tècniques de pedaleig són almenys tan importants per al vibrafonista quatre baquetes com per als de dos baquetes, però el sistema d'amortiment de tot o res del pedal de sosteniment presenta molts obstacles per al joc multilineal, ja que cada línia normalment té el seu propi amortiment, requisits independents de les altres línies. Per superar-ho, els músics de quatre baquetes també utilitzen "amortiment de baqueta" i "amortiment manual". Hi ha molts avantatges de ser competent en aquestes tècniques, ja que permet al músic fer una transició entre acords molt més suau i tocar noves notes sense que afectin la qualitat de l'acord quan el pedal està baixat.   
La forma més comuna d'amortiment de la baqueta es produeix quan el vibrafonista toca una nota amb una baqueta abans de prémer un altre baqueta a la barra de timbre per evitar que soni. En general, la baqueta amortidora i la baqueta de cop original es mantenen en mans diferents, però els músics avançats poden, en algunes circumstàncies, utilitzar la mateixa mà. L'amortiment de la baqueta també inclou "colps morts", on un músic colpeja una barra i després, en lloc de tirar la baqueta cap enrere, pressiona directament el cap de la baqueta sobre la barra, fent que el so s'aturi immediatament. Això produeix un so "asfixiat" força distintiu, i sovint s'utilitzen cops morts només per a aquest so en particular, a més dels aspectes d'amortiment.
L'amortiment manual (també conegut com a "amortiment dels dits") es pot utilitzar per amortir una nota a les barres inferiors mentre colpeja una barra superior propera. Quan el músic colpeja la barra superior amb la baqueta, prem simultàniament el taló de la mà o el costat del dit a la barra inferior que sona, utilitzant la mateixa mà per colpejar la barra superior i esmorteir la inferior. Amb les dues mans, és possible esmorteir i colpejar dues barres alhora.

### Tècniques ampliades

###### De cinc a sis baquetes
Per aconseguir un so més dens i unes veus d'acords més riques, alguns vibrafonistes han experimentat amb tres baquetes per mà, ja sigui a les dues mans per a un total de sis baquetes o només a la mà esquerra per a un total de cinc.

###### Fer una reverència
Com molts altres metal·lòfons, els percussionistes poden utilitzar un arc orquestral al vibràfon per aconseguir tons sostinguts que no decaiguin, ni tinguin un atac percussiu. Això es fa inclinant les barres perpendicularment a les seves vores exteriors. A causa del diferent mode de vibració, això també canvia el so del vibràfon emfatitzant els harmònics més alts i donant-li un to més "vidre". Com que el canvi de notes requereix moviments grans i precisos, els passatges ràpids no s'escriuen sovint per al vibràfon inclinat.

###### Pitch bend

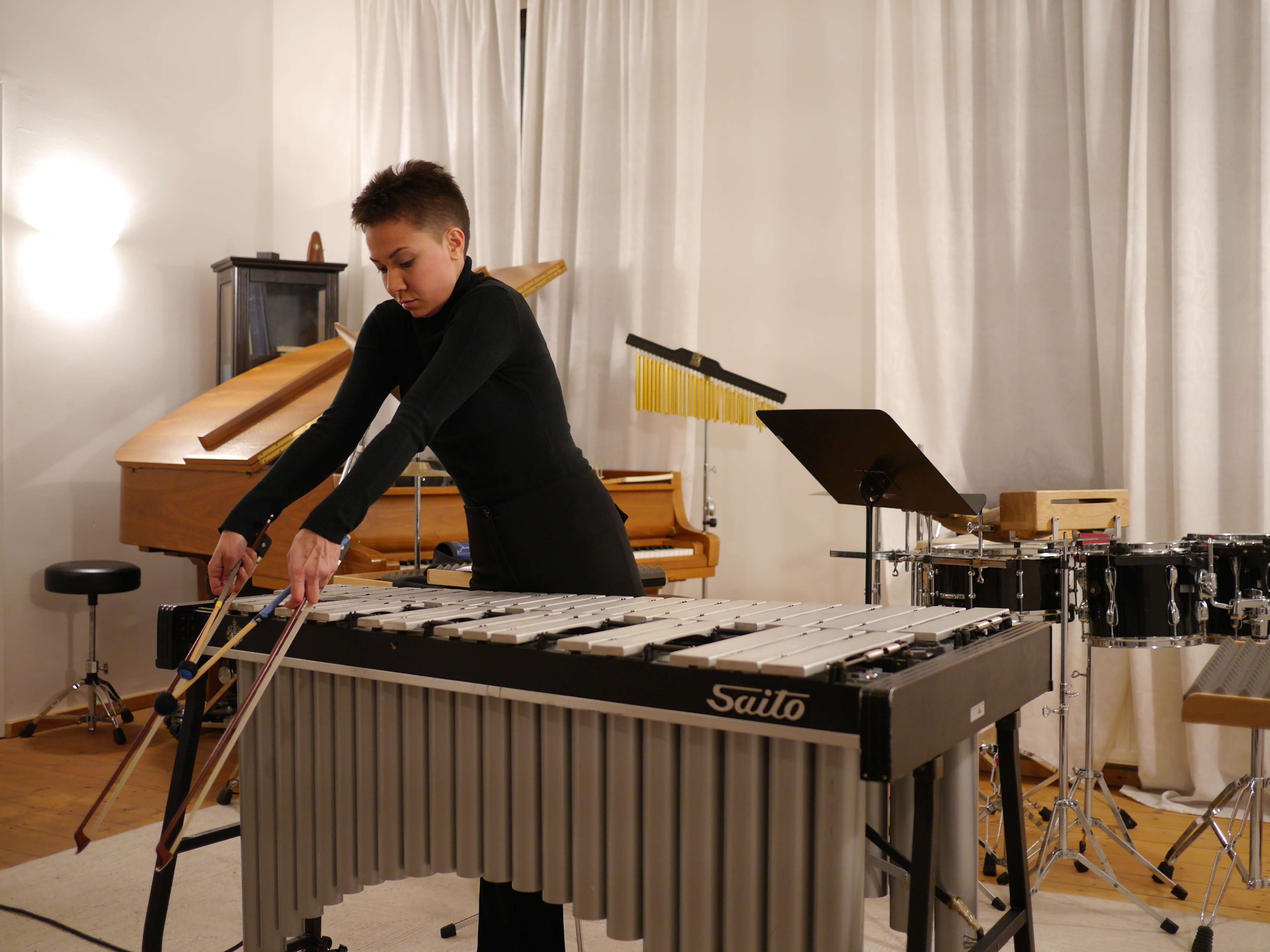
Un vibrafonista que utilitza dos arcs de contrabaix per tocar "Mourning Dove Sonnet" de Christopher Deane.

Les notes doblades es poden aconseguir al vibràfon fent lliscar una baqueta de goma o plàstic des del punt nodal fins al centre de la barra. Aquesta tècnica és capaç de baixar el to aproximadament un semitò.

## Intèrprets
El vibrafonista més conegut per excel·lència és Gary Burton, el qual ha participat en nombrosos projectes musicals tant en solitari com en conjunts de jazz; duets amb Chick Corea i Astor Piazzolla, etc. D'altra banda, com a influència solista del vibràfon a Catalunya, hi ha l'aportació de Geni Barry.

## Repertori

###### Clàssic
Com a part de la secció de percussió estàndard, l'ús del vibràfon a la música clàssica ha augmentat durant els últims cinquanta anys, especialment dins del conjunt de percussió col·legiat.

###### Concerts
S'han escrit diversos concerts per al vibràfon, el primer d'ells és el Concert per a marimba, vibràfon i orquestra de Darius Milhaud escrit el 1947. Altres concerts destacats per al vibràfon inclouen el Concert núm.1 per a vibràfon de Ney Rosauro escrit el 1996 i el Concert per a vibràfon i cordes d'Emmanuel Séjourné escrit el 1999.

###### Solos
El vibràfon és el segon instrument de percussió de teclat solista més popular, després de la marimba. Els solos poden ser estàndards de jazz dissenyats específicament per a l'instrument o peces de nova composició que siguin de naturalesa clàssica o orientades al jazz. Algunes de les pesés en solitari més interpretada inclouen Mirror from Another de David Friedman, "Mourning Dove Sonnet" de Christopher Deane, Trilogy de Tim Huesgen i "Blues for Gilbert" de Mark Glentworth.

## Fabricants
Al llarg dels anys 1930 i 1940, cada fabricant va atreure els seus propis seguidors en diverses especialitats, però els vibràfons Deagan van ser els models preferits per molts dels intèrprets de jazz especialitzats. Deagan va arribar a acords de suport amb molts dels principals musics, inclosos Lionel Hampton i Milt Jackson. No obstant això, l'empresa Deagan va deixar de negociar als anys vuitanta, i la seva marca registrada i patents van ser comprades per Yamaha. Yamaha continua fabricant instruments de percussió basats en els dissenys de Deagan.
El 1948, la Musser Mallet Company va ser fundada per Clair Omar Musser, que havia estat dissenyador a Deagan. The Musser Mallet Company continua fabricant vibràfons com a part de la Ludwig Drum Company després de la seva compra el 1965. The Leedy Manufacturing Company, els dissenyadors originals del vibràfon, ja s'havien fusionat amb Ludwig Drums el 1929 sota CG Conn.